# مونتیچیانو
مونتیچیانو (به ایتالیایی: Monticiano) یک کومونه در ایتالیا است که در استان سیه‌نا واقع شده‌است. مونتیچیانو ۱۰۹ کیلومترمربع مساحت و ۱٬۴۱۲ نفر جمعیت دارد و ۳۷۵ متر بالاتر از سطح دریا واقع شده.